# Severstal'
Il gruppo Severstal' (in russo Северсталь?, in italiano lett. “acciaio del Nord”) è un gruppo siderurgico russo, uno dei più grandi al mondo.

## Storia

### Origini: il polo siderurgico di Čerepovec
Le origini di Severstal' risalgono al polo siderurgico della città di Čerepovec, situata in posizione strategica sulla ferrovia San Pietroburgo-Ekaterinburg e lungo l'idrovia Volga-Baltico. Negli anni '30 furono scoperti giacimenti di ferro nella penisola di Kola e di carbone lungo il fiume Pečora: data la loro localizzazione a latitudini estreme, fu scelto di localizzare gli impianti per il loro sfruttamento a Čerepovec, data la localizzazione favorevole per il trasporto delle materie prime e la distanza non eccessiva da Mosca e San Pietroburgo. La costruzione dell'impianto fu progettata nel 1940 e l'altoforno entrò in funzione nel 1955.
Il polo di Čerepovec era tecnologicamente uno dei più avanzati dell'URSS.

### Mordašov e la nascita di Severstal'
Dopo la dissoluzione dell'URSS il polo di Čerepovec attraversò un periodo di incertezza e di transizione all'economia di mercato e la sua produzione diminuì del 20% rispetto ai livelli pre-1989. Nel 1992 l'allora ventiseienne Aleksej Mordašov, ingegnere nativo di Čerepovec, fu nominato direttore finanziario del complesso siderurgico. Nel 1993 l'acciaieria di stato fu convertita in società per azioni (con il nuovo nome di Severstal'), il cui capitale fu distribuito tra i dipendenti. Mordašov rastrellò queste azioni e divenne progressivamente il maggior azionista di Severstal'.

### Ristrutturazione ed espansione internazionale
Con Mordašov direttore generale (1994) Severstal' fu ristrutturata ed organizzata sul modello delle grandi compagnie occidentali, scorporando molte attività di supporto (es. manutenzione, catering…) e riducendo il personale. Nel 2000 fu acquisito il costruttore automobilistico Ul'janovskij Avtomobil'nyj Zavod (UAZ) e nel 2003 la prima azienda estera, l'americana Rouge Steel, già di proprietà della Ford. Oltre a ciò, in Russia Severstal' si assicurò anche ingenti riserve minerarie. Nel 2005 rilevò dalla famiglia del fondatore l'italiana Lucchini (in particolare lo stabilimento siderurgico di Piombino) e si propose come acquirente di Arcelor, poi fusa con Mittal Steel per dare vita a ArcelorMittal. Nel 2008 ha rilevato proprio da ArcelorMittal l'impianto di Sparrow Point negli USA. Aleksej Mordašov è considerato uno degli uomini più ricchi di Russia.

## Struttura
Nel 2002 il gruppo Severstal' è stato suddiviso in tre entità societarie:
- SeverstalAvto, che ha concluso accordi con la FIAT per l'assemblaggio in Russia di alcuni modelli;
- Severstal Resources, che raggruppa le attività minerarie;
- Severstal, la società siderurgica quotata in Borsa e che a sua volta controlla Severstal North America e Lucchini.